# 天主教新乌尔姆教区
天主教新烏爾姆教區（拉丁語：Dioecesis Novae Ulmae）是美國一個羅馬天主教教區，屬聖保祿及明尼波利斯總教區。教區於1957年11月18日成立。
教區管轄明尼蘇達州西南部，教座位於新烏爾姆。教區於2004年時有69,503名教友（佔轄區總人口24.4%）、82個堂區和56名司鐸。
教區主教現時出缺，榮休主教為若望·馬爾溫·勒瓦爾。